# Кататонический синдром
Кататони́ческий синдро́м, или кататони́я (от др.-греч. κατατείνω — «натягивать, напрягать»), — психопатологический синдром (группа симптомов), основным клиническим проявлением которого являются двигательные расстройства. Впервые кататония описана Кальбаумом (1874) как самостоятельное психическое заболевание, впоследствии Крепелином и Блейлером отнесена к шизофрении, хотя далеко не все авторы того времени разделяли эту точку зрения. В структуре кататонического синдрома выделяют кататоническое возбуждение и кататонический ступор.
Если в начале XX века кататония рассматривалась главным образом как подтип шизофрении, то в настоящее время постепенно становится очевидным, что она представляет собой синдром, часто развивающийся при аффективных и других психических расстройствах, соматических и неврологических заболеваниях, отравлениях. Согласно DSM-5, кататония может проставляться как смежный диагноз (уточняющий показатель) не только при шизофрении, но также при депрессивном, биполярном и психотическом расстройствах. В МКБ-11 (2018) появились диагностические рубрики «кататония, ассоциированная с другим психическим расстройством», «кататония, вызванная психоактивными веществами, включая лекарства», а также «вторичный кататонический синдром».
В настоящее время всё более распространённым становится утверждение, что кататония чаще является следствием аффективных расстройств, чем шизофрении. В 2009 году в публикации в журнале Schizophrenia Bulletin отмечалось, что кататония гораздо чаще встречается при депрессии и мании и при нейротоксических расстройствах, чем при шизофрении, и что нежелание признавать этот факт часто приводит к неверному лечению и неблагоприятным результатам лечения, в частности повышенному риску смертности.

## Причины
- Психические расстройства
  - Аффективные расстройства[1][2][3][4][5], особенно мания[8]
  - Шизофрения[4]
  - Посттравматическое стрессовое расстройство[3]
  - Послеродовые психические расстройства[4]
  - Диссоциативные (конверсионные) расстройства (устар. «истерия»)[4]
  - Аутизм[1] (по данным двух исследований, кататонические симптомы наблюдаются у 12—17 % молодых людей с аутизмом[10]:463)
    - Расстройство аутистического спектра[11]

  - Умственная отсталость[1]
  - Нарушения развития у детей[12]
- Неврологические заболевания
  - Синдром Туретта[1]
  - Височная эпилепсия[4] (так называемая иктальная кататония)
  - Черепно-мозговая травма в анамнезе[4]
  - Инсульт[13]
  - Опухоль мозга[13]
  - Постэнцефалитный синдром[12]
  - Поражения бледного шара, таламуса, теменной и лобной доли[12]
- Соматические заболевания и состояния
  - Цереброваскулярные болезни[14]
  - Тромбоцитопеническая пурпура[4]
  - Нарушения метаболизма[4][13], эндокринопатии[12] (гипонатриемия, болезнь Вильсона, болезнь Тея — Сакса[4], гипо- и гипертиреоз, гипо- и гиперадренализм, дефицит витамина B12[13])
  - Гиперкальциемия[14], гомоцистинурия[англ.][14], диабетический кетоацидоз[14], печёночная энцефалопатия[14]
  - Вирусные инфекции (в том числе ВИЧ)[12]
  - Перенесённые в детстве тяжёлые инфекционные заболевания (в том числе ревматическая атака)[4]
  - Брюшной тиф[12]
  - Паранеопластические синдромы[1][13]
  - Аутоиммунные заболевания[12] (в частности, васкулит[13])
  - Кислородное голодание[13]
  - Тепловой удар[12]
- Приём некоторых лекарств и наркотиков
  - Приём нейролептиков (злокачественный нейролептический синдром)[15][16], антиконвульсантов, кортикостероидов, дисульфирама, циклобензаприна[13], ципрофлоксацина[4]
  - Внезапная отмена нейролептика клозапина[4], антиконвульсантов, бензодиазепинов[13], дофаминергических препаратов[12]
  - Употребление кокаина, экстази[4], фенциклидина[13], опиатов[12]
- Отравление тетраэтилсвинцом, угарным газом[13]

У значимого меньшинства пациентов с кататонией причины не выявляются (так называемая идиопатическая кататония).
Финк и Тейлор ввели термин «кататонический спектр» для обозначения всего ранга проявлений кататонии.

## Механизм развития
Хотя механизм развития кататонии в точности не известен, существует множество гипотез:
- «Модуляция сверху вниз» в базальных ганглиях, обусловленная недостаточностью в коре ГАМК, может лежать в основе двигательных симптомов кататонии. Эта гипотеза объясняет выраженное терапевтическое действие бензодиазепинов, повышающих активность ГАМК. Полагают также, что в основе кататонии лежит и повышенная активность глутамата.
- Согласно другой гипотезе, кататония обусловлена внезапной и массивной блокадой дофамина. Это предположение объясняет, почему антипсихотики, блокирующие дофамин, чаще всего не приносят пользы при кататонии, а могут и приводить к ухудшению состояния.
- Кататония, возникающая вследствие отмены клозапина, обусловлена, как утверждается, возобновлением повышенной активности холинергической и серотонинергической систем после отмены этого препарата.
- При хронической кататонии с явными нарушениями речи были с помощью позитронно-эмиссионной томографии выявлены двусторонние нарушения метаболизма в таламусе и лобных долях.
- Существует гипотеза, согласно которой кататонию можно понимать как эволюционную реакцию страха у травоядных при встрече с плотоядными: эта реакция сейчас проявляется при многих тяжёлых психических или соматических заболеваниях, при которых кататонический ступор может представлять собой типичную, обусловленную «конечным состоянием» реакцию на чувство неминуемой гибели.

## Клинические проявления
В клинической картине могут быть представлены следующие симптомы:
- кататонический ступор или субступор
- кататоническое возбуждение
- мутизм (молчание)
- активный или пассивный негативизм
- эхолалия (повторение слов окружающих)
- эхопраксия (повторение действий и движений окружающих)
- эхомимия (повторение мимики окружающих)
- симптом капюшона (натягивание на голову рубашки или халата, наподобие капюшона)
- симптом пассивной подчиняемости
- каталепсия (восковая или восковидная гибкость)
- симптом воздушной подушки
- симптом Павлова
- стереотипии

### Кататоническое возбуждение
Выделяют три формы кататонического возбуждения:
1. Патетическое кататоническое возбуждение характеризуется постепенным развитием, умеренным двигательным и речевым возбуждением. В речи много пафоса, может отмечаться эхолалия. Настроение повышенное, но имеет характер не гипертимии, а экзальтации, периодически отмечается беспричинный смех. При нарастании симптоматики появляются черты гебефрении — гебефрено-кататоническое возбуждение. Возможны импульсивные действия. Расстройств сознания не возникает.
2. Импульсивное кататоническое возбуждение развивается остро, действия стремительные, часто жестокие и разрушительные, носят общественно опасный характер. Речь состоит из отдельных фраз или слов, характерны эхолалия, эхопраксия, персеверации. При предельной выраженности данного вида кататонического возбуждения движения хаотичные, могут приобретать хореиформный характер, больные склонны к самоповреждениям.
3. Немое (безмолвное) возбуждение — хаотическое, бессмысленное, нецеленаправленное возбуждение с агрессией, яростным сопротивлением, нанесением себе и окружающим тяжелых повреждений.

### Кататонический ступор
Кататонический ступор характеризуется двигательной заторможенностью, молчанием, мышечной гипертонией. В скованном состоянии больные могут находиться в течение нескольких недель и даже месяцев. Нарушены все виды деятельности, в том числе инстинктивная. Различают три вида кататонического ступора:
1. Ступор с восковой гибкостью (каталептический ступор) характеризуется застыванием больного на длительное время в принятой им или приданной ему позе, даже очень неудобной. Не реагируя на громкую речь, могут отвечать на тихую шёпотную речь, спонтанно растормаживаться в условиях ночной тишины, становясь доступными контакту.
2. Негативистический ступор характеризуется, наряду с двигательной заторможенностью, постоянным противодействием больного любым попыткам изменить его позу.
3. Ступор с оцепенением характеризуется наибольшей выраженностью двигательной заторможенности. Больные принимают и подолгу сохраняют позу эмбриона, может наблюдаться симптом воздушной подушки.

### Синдромокинез
Возможны взаимные переходы одного вида ступора в другой, патетического возбуждения в импульсивное, хотя это наблюдается достаточно редко. Возможны взаимные переходы кататонического возбуждения в ступор и наоборот: патетическое возбуждение может сменяться каталептическим ступором, импульсивное — негативистическим или ступором с оцепенением, равно как и ступор может внезапно прерываться соответствующим видом возбуждения.
Кататонический синдром может иметь различные проявления, в том числе в форме яктации.
При каталептическом ступоре могут наблюдаться галлюцинации, бредовые расстройства, иногда признаки нарушения сознания по типу онейроида — т. н. онейроидная кататония, по выходе из которой большая часть продуктивной симптоматики амнезируется. Негативистический ступор и ступор с оцепенением представлены т. н. люцидной (прозрачной, чистой) кататонией, при которой отсутствуют продуктивные симптомы, нет помрачения сознания, больные ориентированы, осознают и запоминают окружающее.

## Дифференциальная диагностика
Дифференциальную диагностику следует проводить с:
- синдромом мышечной скованности
- болезнью Паркинсона
- злокачественной гипертермией
- синдромом запертого человека
- избирательным мутизмом
- конверсионными расстройствами
- другими гиперкинетическими и гипокинетическими состояниями
- деменцией
- тяжёлой негативной симптоматикой при шизофрении
- последствиями длительной институционализации

## Осложнения
К тяжёлым осложнениям при кататонии могут приводить нарушение контакта с пациентом вследствие мутизма или других симптомов, неподвижность, недостаток ухода (в том числе в учреждениях длительного ухода, таких как дома престарелых, государственные психиатрические больницы), излишний пессимизм врачей в отношении состояния пациентов, когда состояние ошибочно оценивается как безнадёжное, который приводит к пассивности в плане лечения и профилактики осложнений.
У пациентов с кататонией возможны следующие тяжёлые осложнения:
- пневмония вследствие аспирации, недоедания или других причин
- венозный тромбоз и лёгочная эмболия
- пневмоторакс, бронхоплевральный свищ
- нарушения со стороны желудочно-кишечной системы (запор и кишечная непроходимость, эзофагит, диарея, бактериальная колонизация желудка и др.)
- метаболические последствия кормления через трубку (гипогликемия, гиперкапния, электролитные нарушения)
- кариес, заболевания дёсен, грибковые инфекции полости рта
- повреждения кожи (пролежни)
- задержка мочи, недержание мочи, инфекции мочевых путей
- вагинальные инфекции у женщин
- нервно-мышечные осложнения (сгибательная контрактура, нервный паралич)

## Лечение
Основным лечением при кататонии (обусловленной как функциональными психическими расстройствами, так и органическими причинами) является применение бензодиазепинов (особенно лоразепама) и ЭСТ. Нейролептики не рекомендуются при лечении кататонического синдрома, даже если он обусловлен психотическим заболеванием, так как они обусловливают риск возникновения злокачественного нейролептического синдрома и повышенный риск смертности. Тем не менее они могут быть эффективны при терапевтически резистентной кататонии. Даже при острой кататонической шизофрении в некоторых случаях следует избегать приёма нейролептиков, пока не завершилась кататоническая стадия.
Эффективными при кататонии также могут быть нормотимики (карбамазепин, литий), золпидем, антагонисты NMDA (амантадин и мемантин). Необходимо медицинское обследование, чтобы исключить неврологические и соматические причины, нуждающиеся в соответствующем лечении (анализ крови, анализ мочи на наркотики, ЭЭГ и компьютерная томография).
За пациентами, у которых возникла кататония, необходим интенсивный медсестринский уход и регулярный мониторинг основных показателей жизненно важных функций организма. Соматическое состояние пациента, особенно в случае затяжной кататонии, может обусловливать необходимость внутривенного введения жидкости и парентерального питания.
При злокачественном нейролептическом синдроме в дополнение к бензодиазепинам и ЭСТ используются миорелаксанты (например, дантролен натрия) и агонисты дофамина (например, бромкриптин).